# Paraguay i olympiska spelen
Paraguay deltog första gången vid olympiska sommarspelen 1968 i Mexico City och har sedan dess varit med vid varje olympiskt sommarspel förutom vid spelen 1980 i Moskva som de bojkottade. De deltog vid olympiska vinterspelen 2014.
Paraguay har endast vunnit en medalj, silvermedaljen vid herrarnas fotbollsturnering 2004 i Aten där de förlorade finalen mot Argentina med 1-0.

## Medaljer
| Guld | Silver | Brons | Totalt antal medaljer |
| ---- | ------ | ----- | --------------------- |
| 0    | 1      | 0     | 1                     |

### Medaljer efter sommarspel
| Spel                | Guld        | Silver      | Brons       | Totalt      |
| Mexico City 1968    | 0           | 0           | 0           | 0           |
| München 1972        | 0           | 0           | 0           | 0           |
| Montreal 1976       | 0           | 0           | 0           | 0           |
| Moskva 1980         | Deltog inte | Deltog inte | Deltog inte | Deltog inte |
| Los Angeles 1984    | 0           | 0           | 0           | 0           |
| Seoul 1988          | 0           | 0           | 0           | 0           |
| Barcelona 1992      | 0           | 0           | 0           | 0           |
| Atlanta 1996        | 0           | 0           | 0           | 0           |
| Sydney 2000         | 0           | 0           | 0           | 0           |
| Aten 2004           | 0           | 1           | 0           | 1           |
| Peking 2008         | 0           | 0           | 0           | 0           |
| London 2012         | 0           | 0           | 0           | 0           |
| Rio de Janeiro 2016 | 0           | 0           | 0           | 0           |
| Tokyo 2020          | 0           | 0           | 0           | 0           |
| Paris 2024          | 0           | 0           | 0           | 0           |
| Totalt              | 0           | 1           | 0           | 1           |

### Medaljer efter sporter
| Sport   | Guld | Silver | Brons | Totalt |
| Fotboll | 0    | 1      | 0     | 1      |
| Totalt  | 0    | 1      | 0     | 1      |